# Dorama
Dorama (jap. テレビドラマ, terebi dorama von Englisch television drama) sind Fernsehserien japanischer Produktion, die einen Großteil des japanischen Abendprogramms bestimmen.
Dorama bestehen in der Regel aus 9 bis 14 Folgen à 45 Minuten, wobei Pilotfolgen auch bis zu 70–90 Minuten lang sein können.
Dorama gibt es seit der Wiedereinführung des regulären Fernsehens in Japan nach dem Zweiten Weltkrieg im Jahr 1953. Fernsehen gibt es seit 1939 in Japan. Besonders populär wurden sie in den späten 1980er- bis frühen 1990er-Jahren und sind in Japan mittlerweile beliebter als z. B. US-amerikanische Seifenopern in den USA. 

## Merkmale
Die Qualität der Dorama variiert stark von Low-Budget- bis zu aufwändigen Produktionen.
Die Handlung deckt nahezu alle Genres ab, der Großteil ist jedoch eher romantisch geprägt. Bei Dorama stehen vor allem die Dialoge der Darsteller im Vordergrund. Sie haben meistens einen abgeschlossenen Handlungsbogen, es gibt aber auch Endlosserien.
Die meisten Dorama sind eher realistisch angelegt, können jedoch Übertreibungen enthalten, wie sie auch in amerikanischen oder deutschen Serien vorkommen. Beispielsweise spielt die Handlung manchmal in Wohnungen oder Häusern, die sich die japanische Durchschnittsbevölkerung wegen ihrer Größe und luxuriösen Ausstattung nicht leisten könnte.

## Ausstrahlungsmodus

### Programmschema
Die bekanntesten Dorama-Fernsehsender sind das öffentlich-rechtliche NHK, Fuji TV, TBS, NTV, Tokai TV und TV Asahi.
Das japanische Fernsehen ist relativ strikt in vier den Jahreszeiten entsprechende Abschnitte eingeteilt. In jeder Saison gibt es neue, vollständig abgeschlossene Dorama, die meistens nicht wiederholt werden.
Die meisten Dorama werden zwischen 20.00 Uhr und 22.00 Uhr ausgestrahlt, in der so genannten Golden Time. In dieser Zeit machen sich die Fernsehsender am heftigsten Konkurrenz. Hauptzielgruppe dieser Programme sind junge, unverheiratete Frauen zwischen 22 und 35 Jahren, die in Japan die aktivsten Konsumenten sind.

### Serienformate
Neben dem Dorama-Standardformat gibt es weitere Formen:
- 2-Stunden-Dorama am Abend
- 30-Minuten-Dorama am Nachmittag, die 3–6 Monate gesendet werden
- 15-Minuten-Dorama von NHK am Morgen, die ein Jahr lang täglich von Montag bis Samstag gesendet werden; genannt Renzoku terebi shôsetsu (連続テレビ小説, „Fortsetzungs-TV-Roman“) oder kurz Asadora (朝ドラ, „Morgen-Dorama“)
- 45-Minuten-Dorama von NHK mit historischem Inhalt, genannt Taiga-Dorama (大河ドラマ), die über ein ganzes Jahr einmal wöchentlich am Sonntag ausgestrahlt werden.

Historische Dorama und Filme werden allgemein als Jidai-geki (時代劇) bezeichnet.
Ist eine Serie besonders erfolgreich, werden in den Pausen zwischen zwei Saisons Spezialfolgen gezeigt, eine Art Spin-off, die in der Regel eine Doppelepisode lang sind.
Gelegentlich gibt es zu Dorama auch Kinofilme, wie zum Beispiel zu Odoru-daisosasen (Police Investigation Headquarters) und Great Teacher Onizuka (beide von Fuji-TV).

## Darsteller
Die Begrenzung der meisten Dorama auf eine Saison ermöglicht es vielen berühmten Dorama-Stars, immer wieder neue Rollen zu spielen. Es ist nicht unüblich, dass ein einzelner Schauspieler während seiner Laufbahn in über 20 verschiedenen Serien mitspielt.
Bei der Auswahl der Darsteller ist der Bekanntheitsgrad oft wichtiger als die schauspielerische Qualität. Dabei ist von geringem Interesse, aus welchem Grund sie bekannt sind, häufig sind sie noch in vielen anderen Bereichen tätig.
Dorama-Schauspieler stammen oft aus der japanischen Musikszene. Dieser Trend nahm seit Ende der 1980er-Jahre zu und ist mitverantwortlich für die heutige Popularität der Dorama. Ein Beispiel dafür ist Kimura Takuya, Mitglied der J-Pop-Band SMAP, der Anfang der 1990er-Jahre erste Auftritte in Doramas hatte und in der Folgezeit mehrfach zum „Sexiest Man“ Japans (und anderer asiatischer Länder) gewählt wurde.

## Kommerz
Dorama sind so geplant, dass durch Synergieeffekte maximaler wirtschaftlicher Gewinn garantiert wird:

### Sponsoren
Am Ende der Titelsequenz werden meist Partner/Sponsoren vorgestellt, welche die Realisierung des jeweiligen doramas finanziell unterstützt haben.
Als Gegenleistung dafür werden im dorama selbst die Interessen der Sponsoren berücksichtigt. Beispielsweise werden nur Produkte des Sponsors von den Darstellern in der Serie verwendet, Produkte der Konkurrenz jedoch nicht. Mitunter kann es passieren, dass die Geldgeber für ihre Unterstützung sogar eine Umänderung der Story nach eigenen Vorgaben fordern.

### Musik
Jede Serie hat ein eigens komponiertes Titellied, das auch während der Handlung vor allem bei Höhepunkten immer wieder als Hintergrundmusik eingespielt wird. Die Titellieder werden in japanischer Sprache von japanischen Sängern gesungen, häufig von einem der Darsteller, wobei es auch hier einige Ausnahmen gibt, sodass häufig auch populäre englischsprachige Musik eingesetzt wird. Gerade bei bekannteren Serien erreichen sie häufig Platz eins der japanischen Musikcharts und werden auch im Karaoke-Bereich schnell zu Hits.
Ein Beispiel dafür ist Jun Matsumoto, der die Hauptrolle in Hana Yori Dango nur annahm, damit seine Band Arashi das dazugehörige Titellied singen konnte.

### Werbung
In einer Dorama-Folge gibt es ca. vier Werbepausen, die jeweils ziemlich genau zwei Minuten dauern (Werbespots werden in Japan in Vielfachen von 15 Sekunden verkauft). In den Werbespots treten oft die Darsteller der Serie auf, um z. B. Sake anzupreisen oder eine Kreditkartenfirma zu empfehlen.

### DVDs
Im Laufe der 1990er-Jahre hat die Vermarktung von DVDs, die kurz nach der Ausstrahlung der jeweiligen Serie in den Handel kommen, immer mehr an Bedeutung gewonnen.

## Dorama außerhalb Japans
In den USA werden Dorama im Original mit englischen Untertiteln und in Gebieten ausgestrahlt, in denen viele japanische Emigranten leben, beispielsweise auf Hawaii.
Ähnliche Serienformate werden auch in anderen ostasiatischen Ländern gedreht, z. B. in der Republik China (Taiwan), Südkorea (siehe K-Drama) und China. Die Fernsehserien dort unterscheiden sich allerdings von Dorama in Episodenlänge und Anzahl. Chinesische Fernsehserien haben oftmals mehrere Dutzend Episoden, was die Handlung sehr in die Länge zieht.

## Ausländische Serien
Wegen des kommerziellen Interesses der Fernsehstationen laufen zur Primetime auf den terrestrischen TV-Sendern praktisch ausschließlich in Japan produzierte Serien und Sendungen. In den letzten zehn Jahren wurden zu dieser Zeit insgesamt nur drei ausländische Serien gezeigt: aus den USA Akte X und Chicago Hope, die rasch wieder abgesetzt wurden, und 2003 die erfolgreiche südkoreanische Fernsehserie Wintersonate (chinesisch 冬演歌, Kyŏulyŏn'ga; japanisch 冬のソナタ, fuyu no sonata; kor. 겨울연가, Gyeoul yeonga).
Wer in Japan nicht-japanische TV-Serien sehen will, muss sich an die relativ wenig verbreiteten Kabel- oder Satellitensender halten.